# 钱处士墓
钱处士墓位于中国江苏省苏州市姑苏区虎丘西麓，1963年被列为苏州市文物保护单位。

## 历史
钱近仁，清乾隆年间苏州人，自学成才，人称“补履先生”，终年76岁，殁后无子，众人葬之于虎丘。古时称有才行而隐居不仕者为处士，故称其墓为钱处士墓。1958年修整保护，1982年再次维修。现土垄高1米余，直径2.5米，前立椭圆形石碣，镌乾隆五十七年（1792）江苏按察使汪志伊所书“钱处士墓”。